# Ersigen
Ersigen é uma comuna da Suíça, situada no distrito administrativo de Emmental, no cantão de Berna. Tem 8,72 km² de área e sua população em 2018 foi estimada em 2.438 habitantes.